# Iste, Bollnäs kommun
Iste är en by i nordöstra delen av Arbrå socken i Bollnäs kommun, Hälsingland.
Iste ligger öster om Ljusnan cirka 12 kilometer norr om Arbrå. Byn ligger väster om Istesjön och består av nästan enbart enfamiljshus med något undantag samt bondgårdar och många fritidshus. I Iste finns även en gammal hockeyrink som numera är ur bruk.
Riksspelmannen Peter "Puma" Hedlund, känd som en av världens mest framstående musiker på nyckelharpa, är bosatt på orten.